# Les fêtes d'Hébé
Les fêtes d'Hébé, ou Les talens lyriques (Hebes fester eller  De lyriska talangerna) är en opéra-ballet i en prolog och tre akter (entrées) med musik av Jean-Philippe Rameau och libretto av Antoine Gautier de Montdorge.

## Historia
Operan hade premiär den 21 maj 1739 på Théâtre du Palais-Royal i Paris. Montdorges libretto blev starkt kritiserat och omarbetades till senare uppsättningar.

## Personer
- Hébé (Hebe) (sopran)
- L'Amour (Amor) (sopran)
- Momus (baryton/tenor)
- Chariterna (dansare)
- Zephir (Zefyros) (dansare)
- Sapho (Sapfo) (sopran)
- Thélème (Telemus) (haute-contre)
- Alcée (Alkaios) (basbaryton)
- Kung Hymas (basbaryton)
- En slavflicka, i skepnad av en najad (sopran)
- En slav, i skepnad av en flodgud (basbaryton)
- En annan slav, i skepnad av en annan flodgud (haute-contre)
- Iphise (sopran)
- En kvinna från Sparta (sopran)
- Lycurgue (Lykurgos) (haute-contre)
- Oraklet (basbaryton)
- Tirtée (Tyrtaios) (basbaryton)
- Herdinnan Eglé (sopran)
- En herdinna (sopran)
- Mercure (Mercurius) (haute-contre)
- Eurilas (basbaryton)
- Palemon, en herde som spelar oboe (musiker)
- Terpsicore (Terpsichore) (dansare)

## Handling
På Rameaus tid var verket mer känt under dess undertitel, Les talens lyriques, vilket ger en bättre uppfattning om innehållet.

### Prolog
Gudarnas munskänk Hébé är missnöjd med arbetet på Olympen. Hon övertalar de andra gudarna att fara med henne till floden Seines strand för att fira de mest hyllade gåvorna: poesin, musiken och dansen. Dessa lyriska talanger blir föremål för var sin akt (entrée).

### Entrée I: La poésie (Poesin)
På ön Lesbos är poeten Alcée och poetissan Sapho förälskade. På grund av Thélèmes svartsjukehandling har Alcée blivit förvisad av Lesbos kung Hymas. Men Hymas blir djupt rörd av Saphos allegoriska underhållning till hans ära, vilken avslöjar Thélèmes dåd. Kungen upphäver förvisningen och de älskande kan förenas.

### Entrée II: La musique (Musiken)
Den spartanska prinsessan Iphise är förlovad med Tirtée, känd för sin vackra sångkonst. Men ett orakel spår att hon måste gifta sig med den krigare som besegrar de inkräktarna från Messenien. Tirtée använder sig av sina sångkrafter för att få Spartas armé att resa sig upp mot fienden.

### Entrée III: La danse (Dansen)
Herdinnan Eglé, Terpsicores favorit, måste välja en make. Hennes val faller på en främling, som senare visar sig vara guden Mercurius. På hans befallning upptager Terpsicore Eglé i sitt hov som Dansnymf.